# Ferrari 555 F1
O Ferrari 555 F1 é o modelo da Ferrari utilizado nas temporadas de 1955 e 1956. Foi guiado por Eugenio Castellotti, Peter Collins, Giuseppe Farina, Paul Frere, Olivier Gendebien, Mike Hawthorn, Umberto Maglioli, Harry Schell, Piero Taruffi e Maurice Trintignant.